# Altersfreigabe
Unter der Altersfreigabe versteht man die vom Gesetzgeber geregelte Freigabe von Filmen, Computerspielen und Musik für Kinder und Jugendliche ab einem bestimmten Alter und unter gewissen Voraussetzungen bzw. Auflagen (zum Beispiel beim Kinobesuch) oder aber erst für Erwachsene.

## Multinational
- Europa: Pan-European Game Information (PEGI)

## Deutschland

### Film und Kino
Die Altersfreigabe von Kinofilmen und Filmen, die auf Medien aller Art (wie etwa Video, DVD oder Blu-Ray Disc) verkauft werden, erfolgt in Deutschland durch die Freiwillige Selbstkontrolle der Filmwirtschaft (FSK). Das Jugendschutzgesetz untersagt Erwachsenen weitgehend, Kindern und Jugendlichen völlig freien Kinozugang zu gewähren oder den Zugriff auf nicht freigegebene Video-Filme zu ermöglichen. § 27 JuSchG unterscheidet allerdings hinsichtlich einer möglichen Bestrafung zwischen Erwachsenen an sich und sorgeberechtigten Personen. Demnach macht sich eine Person nicht strafbar dadurch, dass sie Kindern, für die sie personensorgeberechtigt ist, Filme ohne Jugendfreigabe zugänglich macht, solange sie dadurch nicht, so wörtlich „ihre Erziehungspflicht gröblich verletzt“.
Die FSK-Freigaben lauten:
| Label | Aktuelle Kennzeichnung                                           | Kennzeichnung vom 1. April 2003 bis 30. November 2008            | Kennzeichnung vor dem 1. April 2003                             |
| --- | ---------------------------------------------------------------- | ---------------------------------------------------------------- | --------------------------------------------------------------- |
| Altersfreigabelogo für Medien in Deutschland von de:Freiwillige Selbstkontrolle der Filmwirtschaft seit Dezember 2008 ab 0  | FSK ab 0 freigegeben: Keine Altersgrenze                         | Freigegeben ohne Altersbeschränkung (weiß) gemäß § 14 JuSchG FSK | Freigegeben ohne Altersbeschränkung (weiß) gemäß § 7 JÖSchG FSK |
| Altersfreigabelogo für Medien in Deutschland von de:Freiwillige Selbstkontrolle der Filmwirtschaft seit Dezember 2008 ab 6  | FSK ab 6 freigegeben: (-6) Nicht geeignet für unter 6-Jährige    | Freigegeben ab 6 Jahren (gelb) gemäß § 14 JuSchG FSK             | Freigegeben ab 6 Jahren (gelb) gemäß § 7 JÖSchG FSK             |
| Altersfreigabelogo für Medien in Deutschland von de:Freiwillige Selbstkontrolle der Filmwirtschaft seit Dezember 2008 ab 12 | FSK ab 12 freigegeben: (-12) Nicht geeignet für unter 12-Jährige | Freigegeben ab 12 Jahren (grün) gemäß § 14 JuSchG FSK            | Freigegeben ab 12 Jahren (grün) gemäß § 7 JÖSchG FSK            |
| Altersfreigabelogo für Medien in Deutschland von de:Freiwillige Selbstkontrolle der Filmwirtschaft seit Dezember 2008 ab 16 | FSK ab 16 freigegeben: (-16) Nicht geeignet für unter 16-Jährige | Freigegeben ab 16 Jahren (blau) gemäß § 14 JuSchG FSK            | Freigegeben ab 16 Jahren (blau) gemäß § 7 JÖSchG FSK            |
| Altersfreigabelogo für Medien in Deutschland von de:Freiwillige Selbstkontrolle der Filmwirtschaft seit Dezember 2008 ab 18 | FSK ab 18: (-18) Nicht geeignet für unter 18-Jährige             | Keine Jugendfreigabe (rot) gemäß § 14 JuSchG FSK                 | Nicht freigegeben unter 18 Jahren (rot) gemäß § 7 JÖSchG FSK    |

Filme, die im Kino ab 12 Jahren freigegeben sind, dürfen in Begleitung sogenannter Personensorgeberechtigter oder Erziehungsbeauftragter nach § 11 Abs. 2 JuSchG bereits von Kindern ab 6 Jahren besucht werden. Alle anderen FSK-Freigaben sind alters-verbindlich. Wird ein Film auf einem Trägermedium veröffentlicht, so muss er entsprechend seiner FSK-Freigabe auf der Verpackung gekennzeichnet sein: „Die neuen Zeichen sind auf der Frontseite der Hülle links unten auf einer Fläche von mindestens 1200 mm² (3,46 cm × 3,46 cm) und dem Bildträger auf einer Fläche von mindestens 250 mm² (1,58 cm × 1,58 cm) anzubringen (§ 12 Abs. 2 Satz 2 JuSchG).“
Das heutige „FSK ab 18“ ist einfach eine andere Bezeichnung für die Freigabe „Keine Jugendfreigabe“. Letzteres wird daher immer noch auf den Freigabedokumenten der FSK verwendet. Bei der Freigabe „Keine Jugendfreigabe“ handelt es sich, auch wenn dies aufgrund der negativen Formulierung nicht so klingt, um eine gültige FSK-Freigabe, die wie die niedrigeren Freigaben verhindert, dass ein Film auf den Index der Bundesprüfstelle für jugendgefährdende Medien gesetzt werden kann. Filme mit der Freigabe „Nicht freigegeben unter 18 Jahren“ können hingegen indiziert werden.
Die Freigabe „Keine Jugendfreigabe“ bei Prüfungen für die Kinoauswertung unterscheidet sich von der Freigabe für den Heimvideobereich. Bei der Kinovorführung darf bei dem Film zum Erlangen der Freigabe die sog. einfache Jugendgefährdung gegeben sein, im Gegensatz zum Heimvideobereich, wo gar keine Jugendgefährdung vorhanden sein darf. So lief beispielsweise der Film Planet Terror im Kino mit FSK „Keine Jugendfreigabe“, wohingegen er auf DVD nur das Siegel „Keine schwere Jugendgefährdung“ der Juristenkommission erhielt und von der BPjM in dieser Fassung später indiziert wurde.
Filme ohne Freigabe (u. a. Importversionen) dürfen nur an Erwachsene (über 18 Jahre) verkauft werden.
Die FSK-Freigaben stellen keine Empfehlung über die besondere Eignung eines Films für eine Altersgruppe dar.

### Fernsehen
Filme, die bereits beim Kinostart oder bei der Veröffentlichung auf Trägermedien durch die FSK geprüft wurden, dürfen gemäß dem Jugendmedienschutz-Staatsvertrag nur zu bestimmten Sendezeiten ausgestrahlt werden:
- Programme mit einer Freigabe ohne Altersbeschränkung oder mit einer Freigabe ab 6 Jahren dürfen zu jeder Tages- und Nachtzeit gezeigt werden,
- bei Programmen mit einer Freigabe ab 12 Jahren „ist bei der Wahl der Sendezeit dem Wohl jüngerer Kinder Rechnung zu tragen“ (allerdings nur zwischen 6:00 Uhr und 20:00 Uhr), wobei den Sendern die Platzierungsentscheidung überlassen wird,
- Programme mit einer Freigabe ab 16 Jahren dürfen ab 22:00 Uhr bis 6:00 Uhr gezeigt werden und
- Programme mit einer Freigabe ab 18 Jahren dürfen ab 23:00 Uhr bis 6:00 Uhr gezeigt werden (gilt jedoch nicht für indizierte Filme, wofür eine Ausnahmegenehmigung der BPjM nötig ist).

Private Sender dürfen allerdings, wenn sie von diesen Vorgaben abweichen möchten, bei der Freiwilligen Selbstkontrolle Fernsehen (FSF) einen Ausnahmeantrag stellen. Mitunter – vor allem für Filme, deren FSK-Freigabe keine 12 Jahre alt ist – hat die Prüfung dann Schnittauflagen zur Folge. Die FSF vergibt auch Altersfreigaben für noch nicht durch die FSK geprüfte Sendungen wie beispielsweise Serien. Kommt ein Altersnachweissystem zum Einsatz, wie zum Beispiel bei manchen Pay-TV-Sendern, so können alle FSK- oder FSF-geprüften Sendungen unabhängig von der Tageszeit und der Altersfreigabe gezeigt werden. Halten sich die Sender nicht an den Jugendschutz, kann es zu Strafzahlungen an die FSF oder eine Rüge durch die Kommission für Jugendmedienschutz kommen.
Öffentlich-rechtliche Sender sind von den Altersfreigaben ausgenommen und dürfen sich Ausnahmen nach eigenem Ermessen erteilen. So kann es vorkommen, dass FSK-16-Filme um 22:00 Uhr nur gekürzt oder ungeschnitten um 20:15 Uhr laufen. ARTE zeigt, da es sich um einen französischen Sender handelt, gelegentlich indizierte Filme, und das schon vor 23:00 Uhr.
Vor den meisten Sendungen, die von der FSK ab 16 oder 18 Jahren freigegeben wurden, ist ein Ident des Fernsehprogramms zu sehen. Dies bedeutet, dass der Fernsehsender meistens vor dem Start des Filmes warnt, dass die nachfolgende Sendung für Jugendliche und Kinder unter 16/18 Jahren nicht geeignet sei. Diese Warnung gilt als Hinweis für Eltern und Erziehungsberechtigte und kann in beiden Richtungen von den FSK Altersfreigaben abweichen. Die Information findet man sowohl im Free-TV als auch im Pay-TV, wobei im Pay-TV eine zusätzliche Sperre in Form eines Codes vorliegt, was dem Sender wie beispielsweise Sky ermöglicht, die Sendung bereits vor 22:00 Uhr auszustrahlen.
Auch ausländische Sender benutzen die Warnung. Arte zeigt vorab einen Hinweis, der darauf aufmerksam macht, dass die nachfolgende Sendung nicht für Kinder und Jugendliche geeignet sei. Ob es sich dabei um ein FSK 16 handelt, ist allerdings unklar. Normalerweise würde die Warnung schlicht bedeuten, dass die Sendung ab 18 freigegeben wäre. Das Fernsehprogramm SF 1 aus der Schweiz kennzeichnet Sendungen ab 16 und 18 Jahren sogar mit einem zusätzlichen Symbol unter dem Senderlogo. Es ist durchaus möglich, dass gewisse ausländische Sender bloß vor Filmen ohne Jugendfreigabe warnen, wie in Deutschland nicht vor Sendungen für Jugendliche ab 12 Jahren gewarnt wird.

Labels
ab 0 freigegeben
ab 6 freigegeben
ab 12 freigegeben
ab 12 freigegeben
ab 16 freigegeben
ab 18 (= keine Jugendfreigabe)

### Computer- und Videospiele
Die Unterhaltungssoftware Selbstkontrolle (USK) ist die verantwortliche Stelle in Deutschland für die Alterskennzeichnung von Computer- und Videospielen. Die USK vergibt die Einstufungen „ab 0 freigegeben“, „ab 6 freigegeben“, „ab 12 freigegeben“, „ab 16 freigegeben“ und „ab 18“. Diese Einstufungen sind im JuSchG § 14 Abs. 2 festgeschrieben. Spiele ohne USK-Alterskennzeichnung dürfen wie ab 18 Jahren freigegebene Spiele nur an Erwachsene verkauft werden.

Labels
ab 0 freigegeben
ab 6 freigegeben
ab 12 freigegeben
ab 16 freigegeben
ab 18 (= keine Jugendfreigabe)

Für münzbetätigte elektronische Bildschirmspielgeräte, die gewerblich aufgestellt werden, ist für die Alterskennzeichnung die Freiwillige Automaten-Selbst-Kontrolle (ASK) zuständig.

### Juristische Prüfungen

Beispiele für die Kennzeichnung hinsichtlich einer erfolgten juristischen Prüfung

Ergänzend zu den Altersfreigaben gibt es auch noch juristische Gutachten zu Filmen, die nicht von der FSK geprüft wurden oder deren Freigabe von der FSK – abhängig vom Trägermedium – wegen einfacher bzw. schwerer Jugendgefährdung oder strafrechtlicher Bedenken abgelehnt wurde. Dabei prüft eine Juristen-Kommission („JK“) der SPIO ein Medium darauf, ob ein Verstoß gegen das Jugendschutzgesetz oder strafrechtliche Bedenken bestehen. Passiert ein Film das JK-Verfahren erfolgreich, so befindet sich normalerweise ein kleines rechteckiges, schwarz-weißes Zeichen mit dem Aufdruck SPIO/JK geprüft (vormals: SPIO/JK-Gutachten – strafrechtlich unbedenklich) auf der Rückseite der DVD-Hülle. Filme mit beiden Prüfzeichen der JK dürfen – ebenso wie gänzlich ungeprüfte oder die mit Keine Jugendfreigabe von der FSK geprüften – grundsätzlich nur an Erwachsene abgegeben werden. Deswegen umfasste vor einigen Jahren der JK-Aufdruck auch noch zusätzlich die Aussage Vermietung und Verkauf nur an Erwachsene, die später jedoch weggelassen wurde und dadurch bis heute für Verwirrung im Handel sorgt, da Verkaufspersonal nicht unbedingt klar ist, dass diese Medien ausschließlich für Personen ab 18 Jahren freigegeben sind.
Seit Oktober 2007 gibt es zwei unterschiedliche SPIO/JK-Freigaben mit unterschiedlicher Wirkung:
- „SPIO/JK geprüft: keine schwere Jugendgefährdung“: Ein so gekennzeichnetes Medium darf analog zu Titeln mit der Freigabe FSK ab 18 bis zu einer möglichen Indizierung durch die BPjM im Handel offen ausgestellt werden; der Verkauf ist nur an Personen ab 18 Jahren erlaubt.
- „SPIO/JK geprüft: strafrechtlich unbedenklich“: Ein derartig gekennzeichnetes Medium unterliegt automatisch den Vertriebs- und Werbebeschränkungen nach § 15 JuSchG Abs. 1 Nr. 1–7; die SPIO geht somit von einer schweren Jugendgefährdung aus. Daher darf ein solches Medium nicht offen im Handel ausgestellt werden. Nur auf gezielte Nachfrage volljähriger Personen darf das Medium „unter der Ladentheke“ verkauft werden. Es ist damit indizierten Titeln gleichgestellt.

Solche JK-Prüfungen haben den Charakter eines privaten juristischen Gutachtens und schützen Filmverleiher vor einer Strafverfolgung, falls ein Gericht einen veröffentlichten Titel wegen einer Verletzung des StGB beschlagnahmen lässt. In solchen Fällen liegt ein sogenannter strafloser Verbotsirrtum vor.
Beispielsweise ließ die Verleihfirma VCL 1983 den Film Tanz der Teufel von der JK prüfen, später wurde er wegen Gewaltverherrlichung beschlagnahmt. Wäre der Film nicht von der JK geprüft worden, hätten die Verantwortlichen bei VCL wegen des Verstoßes gegen das Verbreitungsverbot für gewaltverherrlichende Medien strafrechtlich belangt werden können. Ein weiteres Beispiel ist der Horrorfilm Hostel 2. Dessen SPIO/JK-geprüfte DVD-Fassung wurde – obgleich an einer Stelle um 7 Sekunden gekürzt – im Juni 2008 das erste bundesweit beschlagnahmte Medium, das ein JK-Prüfzeichen (hier strafrechtlich unbedenklich) aufgedruckt hatte. Auch bei Medien mit der niedrigeren Kennzeichnung keine schwere Jugendgefährdung gab es schon Beschlagnahmungen, etwa bei der Langfassung von Saw 3D – Vollendung.
Derartige juristische Gutachten müssen nicht zwingend von der Juristenkommission der SPIO ausgestellt werden; grundsätzlich können die Gutachter ein oder mehrere beliebige Juristen sein. Sie sind auch nicht auf Filme beschränkt und könnten beispielsweise ebenso für von der USK nicht geprüfte (oder nicht freigegebene) Videospiele eingeholt werden. In der Praxis gehen Publisher von Computerspielen diesen Weg aber nicht, da sie oft Mitglied des BIU sind, dessen Kodex ihnen die Veröffentlichung von Spielen verbietet, die keine Freigabe durch die von ihm getragene USK haben. Auf Medien, die von der SPIO unabhängigen Juristen geprüft wurden, kann sich die Kennzeichnung „Juristisch geprüft“ befinden. In ihrer Wirkung sind diese Gutachten identisch (Schutz vor Strafverfolgung des Veröffentlichenden).

## Frankreich
Film und Video
In Frankreich gibt es eine gesetzliche Vorlagepflicht für alle Filme. Die Altersfreigaben werden von der Commission de Classification des Œuvres Cinematographiques ausgesprochen, in der Prüfer aus Ministerien, Beschäftigte aus der Filmwirtschaft und Fachleute aus der Jugendpsychologie vertreten sind. Der zuständige Kultusminister hat das Recht, erteilte Freigaben zu revidieren, was nicht selten auf die niedrigere Freigabe hin auch getan wird.
Insgesamt ist man in Frankreich in Bezug auf Altersfreigaben weitaus weniger restriktiv als etwa in Deutschland oder Irland: Ca. 70 % aller Filme werden mit der Kennzeichnung „ohne Altersbeschränkung“(„tous publics“ oder „film tous publics lors de sa sortie en salle“) versehen, darunter zahlreiche Filme, die zum Beispiel in Deutschland erst ab 16 Jahren freigegeben sind (zum Beispiel Eyes Wide Shut von Stanley Kubrick).
Die weiteren Stufen sind „ab 12 Jahren“, unter die auch Filme wie Rambo II oder Starship Troopers fallen, die in Deutschland ab 18 Jahren freigegeben sind bzw. auf der Liste der jugendgefährdenden Medien stehen, „ab 16 Jahren“ und „ab 18 Jahren“ („interdit aux moins de … ans“). Letztere Freigabe wird allerdings nur äußerst selten vergeben.
Auch für den Videobereich gibt es eine gesetzliche Pflicht zur Vorlage, die jedoch in der Praxis nicht erfolgt.

## Hongkong
Film und Fernsehen
In Hongkong ist die Film Censorship Authority (FCA) verantwortlich für die Altersfreigabe von Filmen. Allerdings zählen die Altersfreigaben nicht für den Rest Chinas. Es werden vier Kategorien unterschieden:
- I – freigegeben für alle Altersklassen
- – nicht für Kinder geeignet
- – nicht für Kinder freigegeben
- – freigegeben ab 18 Jahren

Werbematerial, Poster und Verpackungen für Filme, die für Personen ab 18 Jahren freigegeben wurden, müssen von der Film Censorship Authority (FCA) überprüft und genehmigt werden, bevor sie veröffentlicht werden.

## Italien
Film und Fernsehen
- T – freigegeben für alle Altersklassen
- 6+ – keine Personen unter 6 Jahren zugelassen: -6
- 10+ – keine Personen unter 10 Jahren zugelassen: -10
- 14+ – keine Personen unter 14 Jahren zugelassen: -14
- 18+ – keine Personen unter 18 Jahren zugelassen: -18

## Japan

### Film
In Japan ist die Eirin (jap. 映倫), kurz für Eiga Rinri Iinkai (映画倫理委員会, dt. „Film-Ethik-Komitee“), für die Einstufung von Filmen zuständig.

G映倫 englisch General Audience – für alle Altersstufen geeignet
PG12映倫 englisch Parental Guidance Suggested under 12 – Begleitung eines Erwachsenen empfohlen für Kinder unter 12 Jahren
R15+映倫 englisch Restricted over 15 – ab 15 Jahren
R18+映倫 englisch Restricted over 18 – ab 18 Jahren

### Computer- und Videospiele
Die Computer Entertainment Rating Organization (CERO) ist die verantwortliche Stelle in Japan für die Alterskennzeichnung von Computer- und Videospielen als freiwillige Selbstkontrolle der Videospielindustrie.
Die einzelnen Stufen sind:

全年齢対象 – ohne Alterseinschränkung
12才以上対象 – ab 12 Jahren
15才以上対象 – ab 15 Jahren
17才以上対象 – ab 17 Jahren
18才以上対象 – ab 18 Jahren

Die Hersteller von pornografischen Spielen, die in Japan in ihrer Gesamtheit einen großen Marktanteil besitzen, sind jedoch üblicherweise nicht in der CERO vertreten, sondern in der EOCS oder CSA. Da hier keine Alterseinstufung nötig ist, da stets als „ab 18“ ausgewiesen, regulieren diese Organisationen jedoch nur die Spielinhalte.

## Niederlande
Film und Fernsehen
In den Niederlanden vergibt das Nederlands Instituut voor de Classificatie van Audiovisuele Media (NICAM) sieben Freigaben mit empfehlenden Charakter. Diese werden jedoch auch für Einschränkungen bei Fernsehausstrahlungen verwendet.
- AL – ohne Altersbeschränkung
- 6 – ab sechs Jahren
- 9 – ab neun Jahren
- 12 – ab zwölf Jahren
- 14 – ab vierzehn Jahren
- 16 – ab sechzehn Jahren
- 18 – ab achtzehn Jahren

## Österreich

### Kino
Kinofilme für alle Bundesländer außer Wien werden in Österreich von der Jugendmedienkommission des Bundesministerium für Unterricht, Kunst und Kultur (BMUKK) begutachtet, deren Beschlüsse von den Bundesländern übernommen werden. Die Kommission vergibt den geprüften Titeln eine Altersempfehlung und unterscheidet folgende Abstufungen:
- „Freigegeben für alle Altersstufen“
- „Freigegeben ab 6 Jahren“
- „Freigegeben ab 8 Jahren“
- „Freigegeben ab 10 Jahren“
- „Freigegeben ab 12 Jahren“
- „Freigegeben ab 14 Jahren“
- „Freigegeben ab 16 Jahren“

Die Freigaben und -begründungen sind online in der Filmdatenbank der Jugendmedienkommission abrufbar. Zusätzlich zur Altersfreigabe kann auch eine Positivkennzeichnung ausgesprochen werden.
In Wien erfolgt die Prüfung und Zulassung durch den Filmbeirat der Stadt Wien. Die Altersabstufungen stimmen mit denen der Jugendmedienkommission überein, wobei es zusätzlich die Kategorie „Freigegeben ab 8 Jahren“ gibt.
Die Bewertung ist im Vergleich zur deutschen FSK etwas gemäßigter, wodurch viele Filme die in Deutschland zum Beispiel ab 16 Jahren in Österreich ab 14 Jahren freigegeben sind. Diese Altersempfehlungen können von den Bundesländern entweder übernommen oder geändert werden.

### Fernsehen
Gemäß ORF-Gesetz sowie gemäß dem für Privatsender geltenden Privatfernsehgesetz ist bei Fernsehsendungen, welche die körperliche, geistige oder sittliche Entwicklung von Minderjährigen beeinträchtigen können, durch die Wahl der Sendezeit oder sonstige Maßnahmen dafür zu sorgen, dass diese Sendungen von Minderjährigen üblicherweise nicht gesehen oder gehört werden. Die unverschlüsselte Ausstrahlung von nicht kinder- und jugendtauglichen Sendungen ist durch akustische Zeichen anzukündigen oder durch optische Mittel während der gesamten Sendung kenntlich zu machen.
Die österreichweit empfangbaren Programme ORF 1, ORF 2 und ATV sowie Puls 4 blenden diesen Vorschriften folgend während des gesamten Films neben ihrem Senderlogo einen entsprechenden Warnhinweis ein, wenn der Film nicht jugendtauglich ist. Bei den ORF-Programmen sind das „X“ für „Nicht für Kinder“ und „O“ für „Nur für Erwachsene“. ATV blendet ein „!“ (Rufzeichen) neben dem Senderlogo ein. Zwischen dem ORF und der Jugendmedienkommission besteht seit dem Juli 2001 eine Übereinkunft: Der ORF lässt diverse Filme und Serien von der Jugendmedienkommission auf ihre Kinder- bzw. Jugendtauglichkeit prüfen.
Zusätzlich gibt es beim ORF noch ein „K“, welches „Für Kinder empfohlen“ signalisiert.

### DVD und Video

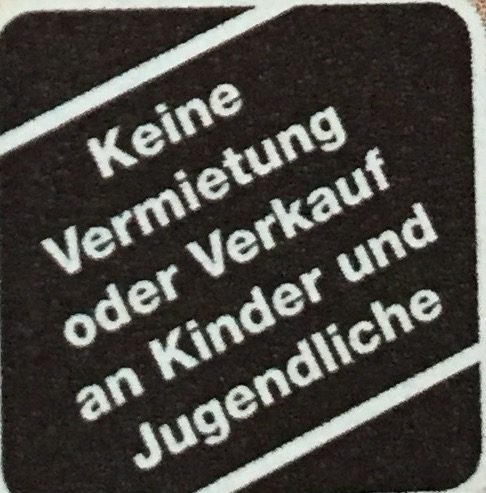

Eine Altersfreigabe für Trägermedien findet in Österreich nicht statt. Diese weisen in der Regel die deutschen FSK-Freigaben auf, welche jedoch keine rechtliche Bindung haben.
Bei vielen österreichischen Labels findet man, auf der Rückseite des Films, häufig ein kleines rechteckiges Symbol mit der Aufschrift: keine Vermietung oder Verkauf an Kinder und Jugendliche. Dieses Logo ist jedoch ebenfalls rechtlich nicht bindend. Filme mit diesem Logo sind als ungeprüft zu betrachten.

### Computer- und Videospiele
Wie auch für Filme gibt es keine verbindlichen Altersfreigaben für Computer- und Videospiele. Seit April 2003 werden Spiele aber mit den unverbindlichen Altersempfehlungen der Pan-European Game Information (PEGI) und gelegentlich auch denen, der in Deutschland geltenden, Unterhaltungssoftware Selbstkontrolle (USK) gekennzeichnet. Diese Kennzeichnungen sind allerdings keine Altersfreigaben, sondern reine Empfehlungen und sind dadurch nicht verpflichtend. Eine indirekte Altersfreigabe wird durch die Kinder- und Jugendgesetze der Bundesländer erwirkt. So ist es z. B. in Vorarlberg verboten, „Kindern und Jugendlichen Medien, Gegenstände oder Dienstleistungen, von denen Gefahren für die Entwicklung von Kindern oder Jugendlichen ausgehen, anzubieten, vorzuführen, weiterzugeben oder zugänglich zu machen“.

## Schweiz

### Kino
Bis Ende 2012 galten in der Schweiz für Kinofilme in den Kantonen unterschiedliche Regelungen für das Zutrittsalter zu den Filmen. Dadurch kam es immer wieder zu abweichenden Zutrittsalter in den Kantonen. Gerade in der kleinräumigen Schweiz wurde das kaum mehr verstanden.
Deswegen wurde die Schweizerische Kommission Jugendschutz im Film gegründet. Sie gibt für die Kantone und für die Branche Empfehlungen zum Zulassungsalter für öffentliche Filmvorführungen und für Filme auf Bildtonträger (meist DVD oder Blu-ray Disc). Die Empfehlungen orientieren sich entweder an der Altersempfehlung der deutschen Freiwilligen Selbstkontrolle der Filmwirtschaft (FSK), oder sie werden durch die Schweizerische Kommission im Film selbst vorgenommen. Die Kommission hält sich an folgende Alterseinstufungen: ab 0, 6, 8, 10, 12, 14, 16 und 18 Jahren. Neben dem Zulassungsalter für öffentliche Filmvorführungen kann die Kommission auch ein Alter empfehlen, die sie für den Konsum des Films als geeignet erachtet (empfohlenes Alter). Dieses liegt dann über dem Zulassungsalter.
Die Kompetenz für den Erlass von gesetzlichen Bestimmungen zum Einhalten dieser Altersempfehlungen liegt bei den Kantonen. 12 Kantone verpflichten die Veranstalter per Gesetz zur Deklaration einer Altersangabe für die gezeigten Filme, die anderen Kantone setzen auf eine Selbstkontrolle der Kinobetreibenden.

### DVD
Bezüglich des Einhaltens von Altersfreigaben beim Verkauf oder Verleih von Filmen übernimmt in der Schweiz die Branche eine wichtige Rolle. Der Schweizerische Video-Verband (SVV) hat einen Verhaltenskodex eingeführt. Die Vereinbarung zur freiwilligen Selbstkontrolle Movie Guide verpflichtet die unterzeichnenden Detailhändler, Zwischenhändler, Importeure sowie schweizerische Hersteller und Lieferanten zu einer Alterskennzeichnung auf den Produkten und zu einer Abgabekontrolle im Verkauf. Das Einhalten dieser Altersfreigaben beim Verkauf oder Verleih von Filmen ist seit 2025 im Bundesgesetz über den Jugendschutz in den Bereichen Film und Videospiele geregelt.

### Computer- und Videospiele
Wie bei den Filmen sind die gesetzlichen Jugendschutzbestimmungen für den Verkauf und Verleih von Computer- und Videospielen seit 2025 auf Bundesebene geregelt. Vor 2025 lag die Zuständigkeit und Kompetenz für die gesetzlichen Schutzbestimmungen für Jugendlichen bei den einzelnen Kantonen selbst, hierbei kannten die vier Kantone – Basel-Landschaft, Basel-Stadt, Waadt und Wallis – solche Bestimmungen. Die Branche ist verpflichtet, die Altersfreigaben zu kennzeichnen und einzuhalten. Davor hatte sie zusammen mit dem Handel einen Verhaltenskodex eingeführt. Die unterzeichnenden Hersteller, Importeure und Distributoren der Spiele verpflichten sich, nur Produkte in den Verkauf zu bringen, für die eine PEGI-Altersempfehlung vorliegt. Existiert für das Produkt nur die in Deutschland verwendete Altersempfehlung USK, kann diese übernommen werden. Existiert weder eine PEGI- noch eine USK-Altersempfehlung, verpflichten sich die Unterzeichnenden eine nach bestem Wissen und Gewissen eigene Altersempfehlung einzuschätzen und den Verkauf des Produkts entsprechend durchzuführen.

## Südkorea

### Film
Das Korea Media Rating Board (KMRB) ist in Südkorea für die Einstufung und Prüfung von Filmen zuständig.
Die einzelnen Stufen sind:
- 전체 관람가 (ohne Altersbeschränkung)
- 12세 관람가 (ab 12 Jahren)
- 15세 관람가 (ab 15 Jahren)
- 19청소년 관람불가 (keine Jugendfreigabe)
- 제한 상영가 (eingeschränkte Vorführung)

### Computer- und Videospiele
Das Game Rating and Administration Committee ist für die Einstufung und Prüfung von Videospielen zuständig.
Die einzelnen Stufen sind:
- 전체 이용가} – All (ohne Altersbeschränkung)
- 12세 이용가 – 12 (ab 12 Jahren)
- 15세 이용가 – 15 (ab 15 Jahren)
- 19청소년 이용불가 – 19 (ab 19 Jahren)

## Republik China (Taiwan)
Film und Fernsehen
Das Bewertungssystem für Filme in der Republik China wurde überarbeitet und trat am 16. Oktober 2015 in Kraft:
- 普遍級 (普) (Publikum allgemein) – Das Ansehen ist für alle Altersgruppen erlaubt.
- 保護級 (護) (Geschützt) – Das Ansehen ist für Kinder unter 6 Jahren nicht gestattet; Kinder zwischen 6 und 11 Jahren müssen von Eltern, Lehrern, Senioren oder erwachsenen Verwandten oder Freunden begleitet und beraten werden.
- 輔導 十二歲級 (輔 12) (Elternberatung 12) – Das Ansehen ist für Kinder unter 12 Jahren nicht gestattet.
- 輔導 十五歲級 (輔 15) (Elternberatung 15) – Das Ansehen ist für Personen unter 15 Jahren nicht gestattet.
- 限制級 (限) (Eingeschränkt) – Das Ansehen ist für Personen unter 18 Jahren nicht gestattet.

Die Kennzeichnungen werden im Normalfall durch die Abkürzungen 普, 護, 輔 und 限 zusammen mit der entsprechenden Farbe dargestellt.

## Vereinigtes Königreich
Film und Fernsehen
In Großbritannien ist das BBFC (British Board of Film Classification) für die Alterseinstufungen („Classification“) zuständig. Seine Einstufungen lauten folgendermaßen:

Universal: für alle Altersstufen geeignet
Parental Guidance: für jüngere Kinder nicht geeignet
wird nur bei Kinofilmen verwendet; unter 12 Jahren, jedoch nur in Begleitung eines Erwachsenen
ab 12 Jahren
ab 15 Jahren
ab 18 Jahren
Restricted 18: Pornografie; darf nur in speziellen Geschäften (beispielsweise in Sex-Shops) vertrieben werden

Ehemalige
- (für Vorschulkinder geeignet, bis 2009 im Einsatz)[20]

Damit ein Film im Vereinigten Königreich verkauft werden darf, muss er eine BBFC-Freigabe haben. Die BBFC kann, auch bei einer Ab-18-Freigabe, Schnitte oder Zensuren verlangen. Weigert sich der Anbieter, entsprechende Kürzungen vorzunehmen, oder verweigert die BBFC grundsätzlich eine Freigabe, gilt der betroffene Film als verboten und darf nicht verkauft werden.

## Vereinigte Staaten

### Filme
In den USA ist die CARA, eine Tochterorganisation der Motion Picture Association (MPA), für die Einstufung von Filmen zuständig. Deren aktuelle Einstufungen für Altersfreigaben lauten:
- (General Audience: für alle Altersstufen geeignet)
- (Parental Guidance Suggested: Begleitung eines Erwachsenen empfohlen)
- (Parents Strongly Cautioned: verschärfte Warnung von PG)
- (Restricted: unter 17 Jahren nur in Begleitung eines Erwachsenen)
- (No One 17 And Under Admitted: ab 18 Jahren; ehemalige Bezeichnung: X, siehe X-Rating).

Das MPA-System unterscheidet sich insofern deutlich vom deutschen FSK-System, als mit Ausnahme der NC-17-Filme alle Filme grundsätzlich von Kindern und Jugendlichen jeglichen Alters gesehen werden dürfen. Es wird höchstens die Begleitung durch Erwachsene vorgeschrieben (R) oder empfohlen (PG, PG-13).
Bevor in den USA diese Alterseinschränkungen eingeführt wurden, waren sämtliche Filme für alle Leute freigegeben, sofern die Filme den Bestimmungen des Hays Codes entsprachen.
Die PG-13-Wertung wurde auf Druck der Produzenten des Films Indiana Jones und der Tempel des Todes 1984 neu eingeführt, um eine bessere Abstufung zwischen PG und R zu erreichen, die einerseits den Schutzinteressen der Eltern entspricht, andererseits den wirtschaftlichen Interessen der Filmwirtschaft, da Jugendliche selten mit ihren Eltern ins Kino gehen, wie es bei der R-Wertung nötig wäre.
Eine Altersfreigabe durch die MPA ist in den USA nicht verbindlich vorgeschrieben. Allerdings führt ökonomischer Druck zur Veröffentlichung der meisten Filme im Kino mit R oder niedriger, da ungeprüfte oder NC-17-Filme nur von wenigen Kinos gezeigt und von vielen Medien nicht beworben werden. Auf VHS oder DVD hingegen ist eine ungeprüfte Veröffentlichung („Unrated“) normal und unterliegt keinerlei Werbe- oder Handelsbeschränkungen.

### Computer- und Videospiele

Kennzeichnungen des ESRB

Wie im Großteil Europas gibt es in den USA keine verbindlichen Altersfreigaben für Computer- und Videospiele. Das Entertainment Software Rating Board (ESRB) vergibt aber ähnlich wie die PEGI unverbindliche Altersempfehlungen für Spiele.

### Musik

Das offizielle Parental-Advisory-Label der RIAA findet sich auf den Hüllen vieler Tonträger in den Vereinigten Staaten.

Eine vom Gesetzgeber geregelte Altersfreigabe für Musik besteht in den USA nicht, diese findet auf Basis einer freiwilligen Selbstverpflichtung der Musikindustrie statt. Mittels Parental Advisory Label werden Musikveröffentlichungen gekennzeichnet, die aufgrund anstößiger Texte als ungeeignet für Minderjährige empfunden werden.

## Weitere
- Mediakasvatus- ja kuvaohjelmakeskus, Finnland
- Ontario Film Review Board, Ontario/Kanada